# Оношкович-Яцына, Ада Ивановна
А́да Ива́новна Оношко́вич-Яцы́на (7 [19] января 1897, Санкт-Петербург — 18 октября 1935, Ленинград) — русская советская поэтесса и переводчица.

## Биография
Ученица Николая Гумилёва и «лучшая ученица» Михаила Лозинского.
Получила известность как переводчик на русский язык стихов Киплинга, вошедших в первый изданный в СССР сборник этого автора (1922). Переводы поэтических произведений Киплинга (Избранные стихотворения, 1922; Избранные стихи, 1936) считаются её наиболее выдающейся работой. Стихотворение «Пыль» (перевод стихотворения Boots) стало основой известной песни Евгения Аграновича.
Специализировалась в области перевода зарубежной драматургии и поэзии: переводы пьес Кольриджа, Байрона, Мольера, Гюго, Расина, Клейста, Тагора, переводы стихов Гейне, Эредиа, грузинских поэтов и др.
Стихи Ады Ивановны публиковались в литературных альманахах 1920-х годов («Новый Гиперборей», «Дракон» и др.). Как отмечает Ирина Одоевцева, стихи Ады Оношкович-Яцыны («Я иду с своей судьбой не в ногу, На французских тонких каблучках…») нравились Владимиру Маяковскому.
Кроме того, Оношкович-Яцына выпустила две книжки для детей.
Умерла 18 октября 1935 года от тифа. Похоронена на Смоленском лютеранском кладбище.

## Семья
- Отец — Иван Феликсович Оношкович-Яцына (1843—1913), действительный тайный советник, председатель Общества вспомоществования пострадавшим в русско-японской войне солдатам и их семьям, председатель Народного общества трезвости в Стрельне, управляющий делами Александровского комитета о раненых[9].
- Мать — Станислава Иосифовна Висьмонт (1863—1927).
- Муж (с 15 октября 1922 года) — морской офицер Евгений Евгеньевич Шведе.
  - Сын — Николай Евгеньевич Шведе (1924—2003), капитан 1-го ранга, окончил Высшее военно-морское училище им. М. В. Фрунзе, служил в Гидрографической службе Балтийского флота, с 1957 работал в научно-исследовательском институте Военно-морского флота. С 1976 года — научный сотрудник Государственного океанографического института в Санкт-Петербурге[10].

## Избранная библиография
- Киплинг Редиард. Избранные стихи / Пер. с англ. под ред. Вал. Стенича; Вступ. ст. Р. Миллер-Будницкой. — Л.: Художественная литература, 1936. — 272 с. — Тираж 10 300 экз.
- Мастера русского стихотворного перевода. — 2-е изд. — Л.: Советский писатель, 1968. — Кн. 2. — С. 218—224. — 468 с. — (Библиотека поэта. Большая серия) — Тираж 25 000 экз.
- Ромэн Жюль. Люсьен / Пер. с фр. А. И. Оношкович-Яцына; Под ред. М. Лозинского; Обложка М. Кирнарского. — Л.: Сеятель, 1925. — 172 с. — (Общедоступная библиотека, № 114—117).